# 競駿會
競駿會有限公司（英語：HKJC Racing Club Limited）成立於2007年，是香港賽馬會的全資附屬公司，旨在推廣賽馬運動成為青年才俊尊尚生活品味的一部分。
競駿會會籍是香港賽馬會的其中一種會籍，會員有機會被提升為香港賽馬會全費會員或賽馬會員。申請成為競駿會會員並不需由遴選會員提名，但仍需要受競駿會董事局審查。
競駿會的會所在跑馬地馬場，設有多個高級餐館，此外在沙田馬場亦設有會所。
會員加入費用每年作出更改（現時入會費為HK$148,000），入會後每年需要繳交會費。為吸納年輕人士參加賽馬活動，18歲至30歲人士入會費較其他人士便宜。

## 賽駒
粗體字為現役馬匹。與其他馬主或馬主團體不同，可以隨時購入馬匹，而擁有馬匹數量並沒有上限。
- 競駿達人（蘇保羅）－競駿會首匹購入賽駒，未出賽而退役。
- 競駿精神（李易達）－競駿會首匹取勝的馬匹。
- 競駿精英（方嘉柏）－競駿會最成功的馬匹，曾角逐分級賽。
- 競駿大師（徐雨石）
- 競駿寶寶（蔡約翰）
- 競駿才子（方嘉柏）
- 競駿風采（沈集成）
- 競駿風雲（蔡約翰）
- 競駿雄心（高伯新）
- 競駿高飛（沈集成）
- 競駿千里（苗禮德）
- 競駿時代（蘇偉賢）－來港前由向禮倫訓練，原名「帝制時代」。
- 競駿縱橫（蘇保羅）
- 競駿天驕（沈集成）
- 競駿飛鷹（霍利時）
- 競駿驕陽（葉楚航）
- 競駿披星（容天鵬）
- 競駿攻略（賀賢）
- 競駿翩翩（蘇偉賢）
- 競駿無敵（廖康銘）
- 競駿高歌（丁冠豪）
- 競駿天下（桂福特）
- 競駿光輝（葉楚航）－來港前由包義定訓練，原名「高球小橋」，並牽涉騎師波健士及蘇兆輝參與賽馬博彩案件[2]。
- 競駿輝煌（蔡約翰）－來港前由莫狄訓練，原名「耍樂」。
- 競駿飛翔（黎昭昇）－來港前由鮑浪天訓練，原名「固堡堅城」。
- 競駿先鋒（告東尼）－香港賽馬史上第一匹贏出香港賽事的新加坡自購馬；來港前由陳泳志訓練，原名「功夫超人」。
- 競駿非凡（韋達）－來港前由馬定賢訓練，原名「獵鷹九月」。
- 競駿皇者（游達榮）
- 競駿奔騰（蘇偉賢）
- 競駿良駒（賀賢）
- 競駿勇士（方嘉柏）
- 競駿傳奇（蔡約翰）

## 引用
1. ↑  願景與使命 （页面存档备份，存于），競駿會
2. ↑  .   [2023-05-12]. （原始内容存档于2023-05-12）.

## 外部連結
- 官方網站 （页面存档备份，存于）